# Nuevo San José, Campeche
Nuevo San José är en ort i Mexiko.   Den ligger i kommunen Calakmul och delstaten Campeche, i den östra delen av landet, 1 000 km öster om huvudstaden Mexico City. Nuevo San José ligger 242 meter över havet och antalet invånare är 293.
Terrängen runt Nuevo San José är platt. Runt Nuevo San José är det glesbefolkat, med 11 invånare per kvadratkilometer. Närmaste större samhälle är Santo Domingo, 7,2 km söder om Nuevo San José. I omgivningarna runt Nuevo San José växer i huvudsak städsegrön lövskog.